# Leonhard Frank
Leonhard Frank (4. září 1882, Würzburg – 18. srpna 1961, Mnichov) byl německý spisovatel a scenárista. Jako autor byl populární mezi čtenáři především v období Výmarské republiky.

## Biografie
Roku 1933 byly v Německu již Frankovy knihy páleny, v daný okamžik se rozhodl emigrovat do Francie a posléze do Ameriky. O rok později byl tehdejším režimem zbaven německého občanství. V roce 1950 se vrátil zpět do vlasti z amerického exilu, a to do Mnichova.

### České překlady
- Ze tří miliónů tři. Praha : Svoboda, 1974. 117 S. Překlad: Jaromír Povejšil
- Matylda. 1. vyd. Praha: Praha : Lidové nakladatelství, 1972. 275 S. Překlad: Jiří Stach
- Karel a Anna ; Německá novela. 1. vyd. Praha : SNKLU, 1962. 197 S. Překlad: Antonín Rausch a Jiří Stach
- Dvanáct spravedlivých. 1. vyd. V Praze : Naše vojsko, 1960. 183 S. Překlad: Jiří Stach
- Raubíři ; Ochsenfurtské kvarteto. 1. vyd. Praha : SNKLHU, 1959. 375 S. Překlad: Ludvík Kundera a Bedřich Václavek
- Měšťák. 1. vyd. Praha : SNKLHU, 1957. 233 S. Překlad: Jiří Stach
- Milenci ve snách. Praha : Symposion, 1937. 243 S. Překlad: Lída Faltová
- V posledním vagoně. V Praze : Adolf Synek, 1932. 40 S. Překlad: Miloš Hlávka
- Ze tří miliónů tři. Praha : Symposion, R. Škeřík, 1932. 205 S. Překlad: Jaroslav Zaorálek
- Bratr a sestra. 3. vyd. V Praze : Spolek výtvarných umělců Mánes, 1930. 203 S.
- Ochsenfurtské kvarteto. Praha : Václav Petr, 1930. 240 S. Překlad: Bedřich Václavek
- Příčina. Praha : Tribuna, 1922. 100 S. Překlad: Milena Jesenská
- Člověk jest dobrý. Praha : Gust. Voleský, 1920. 137 S. Překlad: Josef Kodíček

### Slovenské překlady
- Traja z troch miliónov. 1. vyd. Bratislava :  Slov. vydav. krásnej lit., 1961. 158 S. Překlad: Ján Trachta
- Učedníci Ježíšoví. 1. vyd. Bratislava : Slov. vydav. polit. lit., 1960. 185 S. Překlad: Moric Dedinský

#### Autobiografie
- FRANK, Charlott. Sagen, was noch zu sagen ist: Mein Leben mit Leonhard Frank. [s.l.]: Nymphenburger Verlag, 1984. 213 s.
- FRANK, Leonhard. Links wo das Herz ist: Roman. Berlin: Aufbau Verlag GmbH, 2014. Dostupné online. E-publikace.